# Dachau (volley-ball masculin)
Le ASV Dachau est un club allemand de volley-ball, évoluant au deuxième niveau national (2. Bundesliga).

## Palmarès
- Championnat d'Allemagne : 1995, 1996
- Coupe d'Allemagne : 1997

## Entraîneurs
- 1991-1997 :  Stelian Moculescu